# Detenzione di Khaled El Qaisi
La detenzione di Khaled El Qaisi è avvenuta in Israele dal 31 agosto 2023 al 1 ottobre 2023. 
El Qaisi, cittadino italo-palestinese e studente dell’università La Sapienza di Roma è stato arrestato dalle autorità israeliane al valico di Allenby, tra Cisgiordania occupata e Giordania, senza che gli fosse contestato alcun reato, né tanto meno fosse formulata alcuna accusa.

## Antefatto
Khaled El Qaisi è uno studente di lingue orientali all’Università La Sapienza di Roma che possiede doppia cittadinanza italiana e palestinese. El Qaisi è nato a Gerusalemme il 10 febbraio 1995 e si è poi trasferito in Italia assieme alla madre e al fratello all’età di diciotto anni. Da sempre impegnato a conservare la memoria storica e la cultura della propria terra di origine, ha fondato il Centro documentazione Palestinese di Roma per raccogliere, conservare e diffondere l’arte, la letteratura e l’enorme bagaglio conoscenze della cultura palestinese, che si è impegnato a catalogare e tradurre, grazie alla sua profonda conoscenza delle lingue, sia italiana che araba.

## Storia

### Arresto e carcere

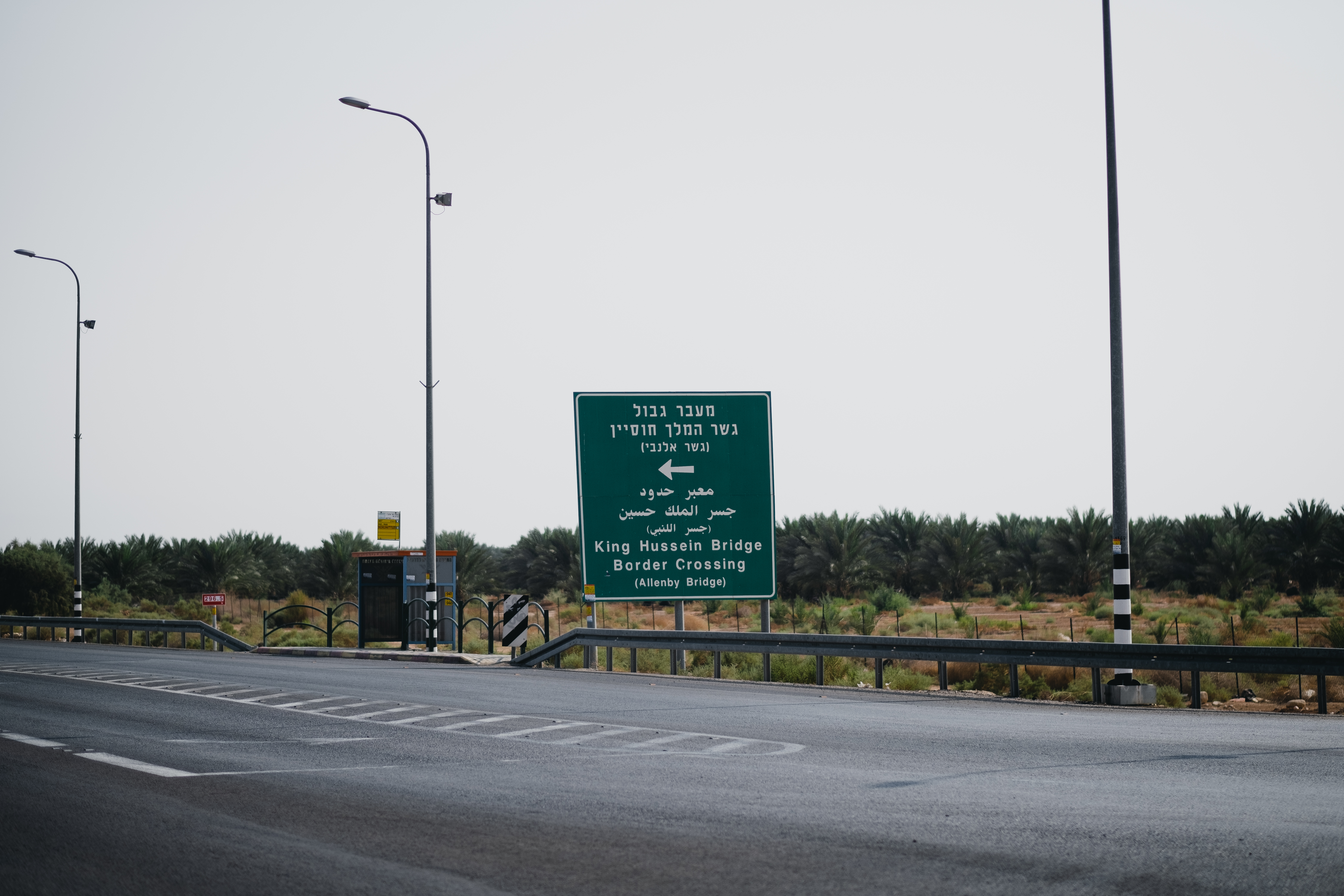
Vista sul lato israeliano della fermata dell'autobus vicino al valico di frontiera di Allenby

Il 31 agosto 2023, nell'intento di oltrepassare insieme alla moglie Francesca Antinucci e al figlio di quattro anni il confine tra Cisgiordania occupata e Giordania al valico Allenby, El Qaisi è stato arrestato da agenti di frontiera israeliana e sottoposto a domande sulla sua vita privata e sui suoi orientamenti politici per poi essere ammanettato e trasferito nel carcere di massima sicurezza di Petah Tikwa, una città nel Distretto Centrale di Israele, situata 10,6 km ad est di Tel Aviv e, successivamente, presso il carcere della città di Ashkelon. Durante le prime udienze preliminari, il giudice ha convalidato la detenzione di El Qaisi sino alla data del 21 settembre 2023, disponendo il divieto di incontrare il proprio avvocato sino al 14 settembre, divieto che, in virtù della normativa israeliana per i "security related crimes", avrebbe potuto essere esteso fino a un massimo di 30 giorni.
Dalla data del suo arresto, El Qaisi è stato sottoposto a continui interrogatori, in assenza totale di accuse formali, senza il sostegno legale di un difensore che potesse e possa affiancarlo. Uniche eccezioni al regime di totale isolamento (sofferto per le prime due settimane) e all’assenza di contatti con l’esterno (compresi i familiari più stretti), sono rappresentate da due visite concesse al Console italiano presso il Consolato di Tel Aviv, e da due soli e brevi incontri con il proprio legale arabo-israeliano. Incontri dai quali, tra l’altro, i familiari e l’avvocato italiano di Khaled non hanno potuto apprendere nessuna informazione rilevante. Il legale arabo-palestinese, infatti, (così come tutta la stampa israeliana) è vincolato da un gag order, ossia da un ordine di bavaglio, che impedisce la divulgazione anche di quanto accade in sede di udienza.
El Qaisi è comparso davanti a un giudice nelle giornate del 1º settembre, del 7 settembre, del 14 settembre e se del 21 settembre, nelle quali, però, al di là del disporre la proroga dello stato di detenzione (l’ultima volta di 11 giorni), non è stata formulata alcuna imputazione. 
La scarcerazione è avvenuta ad un mese di distanza dall'arresto per decisione del tribunale di Rishon LeZion a condizione che per sette giorni restasse a disposizione delle autorità e lasciasse il passaporto in consegna. El Qaisi trascorse i sette giorni a Betlemme; il rientro definitivo in Italia avvenne solo l'11 dicembre poiché i suoi documenti erano stati trattenuti dalle autorità israeliane.

## Reazioni
Il fatto ha suscitato mobilitazioni da parte della società civile e della politica italiana, con condanne delle modalità e dell'arbitrarietà dell'arresto.
L'università La Sapienza ha chiesto in un comunicato «una rapida e pacifica soluzione della vicenda».
Amnesty International Italia ha chiesto la scarcerazione immediata e incondizionata di Khaled El Qaisi, a meno che non gli siano prontamente notificati dei capi di imputazione internazionalmente riconosciuti e sia sottoposto a un procedimento penale che rispetti pienamente gli standard internazionali del processo equo. La richiesta è diretta alle autorità israeliane, ma l’organizzazione per i diritti umani ha sollecitato anche il governo italiano ad agire affinché Khaled El Qaisi, che ha nazionalità italiana e palestinese, torni al più presto in libertà.
Francesca Albanese, Relatrice speciale delle Nazioni Unite sui territori palestinesi occupati, scrive su X che il fermo di Khaled «desta preoccupazione» sottolineando che «le modalità di arresto e detenzione riportate sinora sembrano violare i diritti di El Qaisi, sollevando anche sospetti di discriminazione razziale».
Il Garante del Movimento 5 Stelle, Beppe Grillo, ha espresso vicinanza alla famiglia di El Qaisi, «con la speranza che lo Stato italiano e tutte le istituzioni non si voltino dall’altra parte, e si mobilitino con fermezza per la sua liberazione e il suo ritorno a casa».
La deputata del Partito Democratico Laura Boldrini ha criticato il ministero degli Esteri italiano spiegando sulle sue pagine social che «il ministro Tajani ha detto che non possiamo interferire con attività giudiziarie di un altro paese. Ma sono parole che non hanno senso e sono del tutto inopportune. Qui c'è in ballo la tutela dei diritti fondamentali di una persona, ritenuti tali a livello internazionale e su questo si deve intervenire. Parliamo, per altro, di un cittadino italiano».
Il segretario nazionale di Sinistra italiana e deputato di Alleanza Verdi e Sinistra, Nicola Fratoianni, ha presentato un’interrogazione parlamentare al ministro Tajani chiedendo al governo italiano quali «urgenti iniziative abbia adottato e intenda adottare a tutela del proprio cittadino tratto in arresto all’estero» mentre l’intergruppo parlamentare per la Pace tra Israele e la Palestina si è appellato alla Farnesina, all’ambasciatore d’Israele in Italia Alon Bar e a tutte le autorità competenti affinché «siano rapidamente accertate le condizioni di salute di Khaled, le ragioni della sua custodia e il pieno rispetto dei diritti dell’equo processo e di difesa». Anche Possibile, membro di AVS, ha manifestato per la liberazione.
Tra le altre formazioni politiche a favore della liberazione di Khaled El Qaisi ci sono Unione Popolare e le sue componenti Rifondazione Comunista e Potere al Popolo!.
Molti hanno invece criticato il silenzio dei media mainstream e dei membri del governo italiano sull'arresto di El Qaisi, confrontando il caso di El Qaisi con quello dello studente egiziano Patrick Zaki.
Il ministro degli Esteri Antonio Tajani ha spiegato in una conferenza stampa che la Farnesina sta seguendo il caso «con grande attenzione», augurandosi che «si risolva nel modo migliore».
Il 30 settembre sono state organizzate in tutta Italia manifestazioni sotto le sedi RAI (Radio Televisione Italiana) per denunciare l'assenza di informazione sul caso di questo cittadino detenuto illegalmente.